# Hermann Beitzke
Hermann Beitzke (ur. 21 czerwca 1875 w Tecklenburgu, zm. 8 czerwca 1953 w Grazu) – niemiecki lekarz, patolog, badacz gruźlicy.
Studiował medycynę na Uniwersytecie w Lozannie, Bonn, Monachium i Berlinie. Tytuł doktora medycyny otrzymał w 1899 w Kilonii. Od 1900 do 1901 pracował jako asystent w Instytucie Higienicznym w Halle, od 1902 w Instytucie Patologicznym w Getyndze. Od 1906 w Instytucie Patologicznym w Berlinie. W 1911 powołany na katedrę w Lozannie, od 1916 wykładał na Akademii Medycznej w Düsseldorfie. Od 1922 do 1941 wykładał na Karl-Franzens-Universität Graz. Żonaty z Irmą, z domu Krönig. Ich synem był Günther Beitzke.
Zajmował się m.in. patologią nerek i gruźlicą. 

## Wybrane prace
- Bewegungsapparat. Springer, 1934
- Tuberkulosestudien. G. Reimer, 1907
- Pathologisch-anatomische Diagnostik an der leiche nebst Anleitung zum Sezieren. Bergmann, 1926